# Dysschema viduopsis
Dysschema viduopsis là một loài bướm đêm thuộc phân họ Arctiinae, họ Erebidae.